# Gustave Rouland
Pour les articles homonymes, voir Rouland.
Gustave Rouland est un magistrat et homme politique français, né à Yvetot (Seine-Maritime) le 1er février 1806 et mort à Paris (1er arrondissement) le 12 décembre 1878.

## Biographie

### Jeunesse et débuts
Gustave Rouland nait le 1er février 1806 à Yvetot où son père, Claude François Rouland, est avoué. Sa mère, née Rose Marguerite Mayeu, originaire d'Ourville-en-Caux, meurt des suites de cette naissance.
Le jeune Gustave fait de brillantes études au collège royal de Rouen, il y est interne, puis à la faculté de droit de Paris. Son père meurt en 1826. Il est reçu avocat l'année suivante.
Il choisit d'entrer dans la magistrature et est nommé juge-auditeur au tribunal des Andelys. Il épouse en 1828 Julie Félicité Cappon, la fille d'un greffier dieppois. Cette même année, il devient substitut du procureur du roi à Louviers, puis à Évreux en juin 1831. En 1832, il est désigné comme procureur du roi à Dieppe, il n'occupe ce poste que quelques mois car en octobre, il gagne Rouen où il demeurera jusqu'en 1843, il y sera successivement Substitut du procureur général à la cour royale et Premier avocat général. En 1841, il est fait chevalier de la Légion d'honneur. Il est nommé à Douai comme procureur général en avril 1843.

### Politique
Gustave Rouland devient membre du conseil général de la Seine-Maritime, pour le canton d'Yvetot, en 1842. Il y siège jusqu'en 1871, présidant l'assemblée départementale de 1864 à 1870. Localement, il est également maire de Bertreville-Saint-Ouen (1858-1875), où il possédait son château.
Le 1er août 1846, il est élu député du 7e collège de la Seine-Inférieure, Dieppe. C'est cette même année qu'il est promu au grade d'officier dans l'ordre de la Légion d'honneur. Il siège dans les rangs de la  majorité, des députés dits guizotins et en qualité de juriste prend souvent la parole sur les  questions de législation. Le 23 mai 1847, il est nommé avocat général à la Cour de cassation.

### La révolution de 1848
Il préféra démissionner de ce poste lors de la révolution de 1848, mais Odilon Barrot, nouveau chef du gouvernement et ministre de la Justice, le rappela dans ses fonctions le 10 juillet 1849. Il adhéra à l'Empire et fut promu procureur général de la cour de Paris en 1853.
Il s'occupe alors de l'importante affaire dite des Correspondants. Il est l'auteur du réquisitoire de l'affaire des complots de l'Hippodrome et de l'Opéra-Comique (1853). Ces affaires concernaient essentiellement des révolutionnaires italiens qui n'avaient pas admis d'être « lâchés » par Napoléon III après avoir été soutenus. La rivalité entre le pouvoir populaire et le tout puissant État du Vatican ayant basculé du côté de ce dernier.
Deux ans plus tard (en 1855), c'est lui qui prononcera le réquisitoire contre Giovanni Pianori, accusé de tentative d'assassinat contre Napoléon III sur les Champs-Élysées ; Pianori sera guillotiné.

### L'instruction publique sous le Second Empire

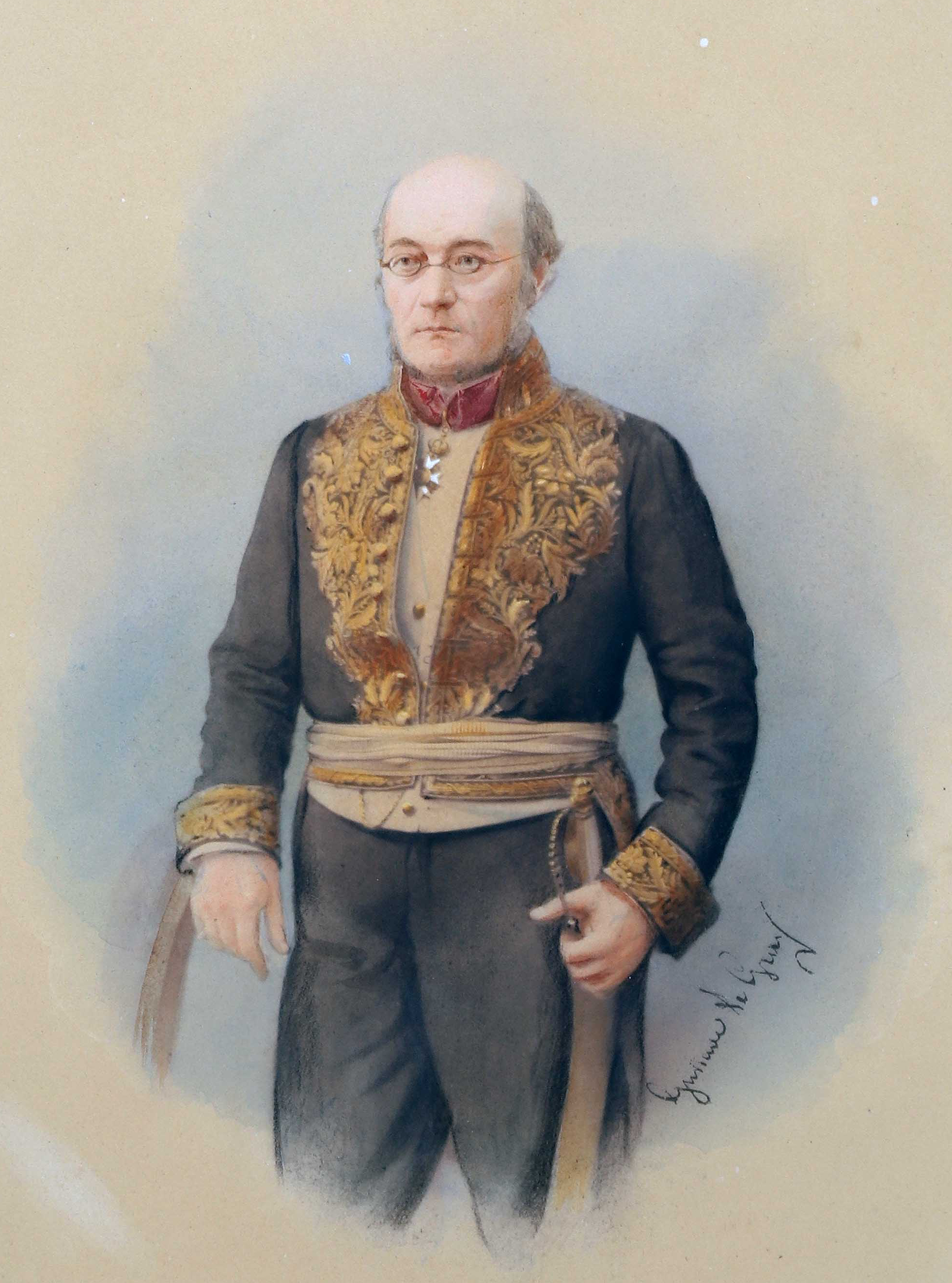
Portrait de Rouland par Gustave Le Gray.

À la mort du ministre des Cultes, Hippolyte Fortoul et après un bref intérim du ministre de la Guerre, Jean-Baptiste Philibert Vaillant, l'empereur lui confie le ministère de l'Instruction publique et des Cultes. Napoléon III désirait rattacher le ministère de l'Instruction publique à celui de la Justice de Jacques Pierre Abbatucci mais ce dernier trouve la charge trop lourde et suggère à l'empereur de nommer Rouland. Rouland occupera ce poste du 13 août 1856 au 15 août 1857 puis du 10 octobre 1860 au 24 juin 1863.
« Quand Rouland prit possession du portefeuille de l'instruction publique et des cultes, après l'intérim du maréchal Vaillant, il s'en fallait du tout que l'Université fût réconciliée avec l'empire. », écrit Ferdinand Buisson.
Rouland eut à travailler dans des conditions difficiles, ne pouvant jamais heurter de front les ultramontains, il souhaite néanmoins affranchir l'enseignement de la toute-puissance du clergé, même s'il juge important que la religion soit enseignée à l'école.
Pour connaître les besoins de l'école primaire, Rouland fait mettre au concours pour les instituteurs publics de France la question suivante: « Les besoins de l’instruction primaire et les réformes qui leur semblaient nécessaires, au triple point de vue de l’école, des élèves et du maître »
On promettait une récompense de 1.200 francs au premier classé, 600 francs au second et 200 francs à chacune des six mentions honorables.
Il y eut plus  de six mille mémoires en réponse, sur lesquels mille deux cent sept obtinrent la note Bien. Il fallut même augmenter le nombre des récompenses.
Rouland augmente le salaire des instituteurs et se préoccupe du versement régulier du salaire des institutrices. Il fait rédiger un projet de loi, qui n'aboutit pas, sur l'obligation d'ouvrir une école de filles dans toutes les communes de 500 habitants ainsi qu'une école normale d'institutrices par académie. Il ébauche l'organisation de l'enseignement professionnel.
Gustave Rouland passe pour être l'inventeur des bibliothèques scolaires. L'arrêté du 1er juin 1862 commençait par ces mots : « Il sera établi dans chaque école publique primaire une bibliothèque scolaire. Cette bibliothèque sera placée sous la surveillance de l'instituteur dans une des salles de l'école dont elle est la propriété. Les livres seront rangés dans une armoire-bibliothèque conforme au modèle annexé à la circulaire du 31 mai 1860... »
Il favorise l'essor des sociétés savantes sur le territoire français auxquelles il reconnaît le mérite de diffuser la culture et la connaissance dans différents milieux. Pour ce faire, il institue en 1858 trois prix de 1 500 francs récompensant les meilleurs travaux en sciences, archéologie, philologie et histoire. Il préside lui-même la Société de géographie en 1860 et la Société libre d'agriculture, sciences, arts et belles-lettres de l'Eure en 1861.
C'est à Rouland que reviendra le privilège de signer le premier diplôme du baccalauréat obtenu par une femme, Julie-Victoire Daubié. Grâce aux appuis qu'elle avait à l'université de Lyon, elle se présenta aux épreuves le 16 août 1861. Le diplôme a été signé par le ministre en décembre, comme celui des autres candidats, mais retiré à Lyon par mademoiselle Daubié au mois de mai 1862. La légende prétend que Rouland refusa de signer le diplôme de la nouvelle bachelière et qu'il a fallu une intervention de Francisque Bouillier et de François Barthélemy Arlès-Dufour auprès de l'Impératrice Eugénie pour que, sur demande de l'empereur Napoléon III, le diplôme soit enfin signé le 17 mai 1862. 
En 1862, il est élevé à la dignité de grand-croix de la Légion d'honneur.
Il sera remplacé au ministère de l'Instruction publique par Victor Duruy le 22 juin 1863 et sera nommé ministre présidant le conseil d'État, poste qu'il occupera du 18 octobre 1863 au 28 septembre 1864 puis sera gouverneur de la Banque de France de 1864 à 1878, de président de la commission de surveillance de la Caisse des dépôts et consignations de 1865 à 1871 et brièvement de procureur général près la Cour des comptes du 5 juin 1871 à décembre 1871.

#### Le scandaleRenan
Le 11 janvier 1862, un décret impérial nommait Ernest Renan professeur de langue hébraïque, chaldaïque et syriaque, à la chaire d’hébreu du Collège de France. Le nouveau titulaire de la chaire donne sa leçon inaugurale le 23 février suivant devant un public partagé. Dans ce premier cours, Renan déclare Jésus :

« Un homme incomparable, si grand que, bien qu’ici tout doive être jugé au point de vue de la science positive... »

Le 26 février, le ministre suspend le cours de Renan au Collège de France par l'arrêté suivant:

« Attendu que, dans le discours prononcé au Collège impérial de France pour l'ouverture du cours de langues hébraïque, chaldaïque et syriaque, M. Renan a exposé des doctrines qui blessent les croyances chrétiennes et qui peuvent entraîner des agitations regrettables,
« Arrête ce qui suit :
« Art. 1er. Le cours de M. Renan, professeur de langues hébraïque, chaldaïque et syriaque au Collège impérial de France, est suspendu jusqu'à nouvel ordre.
« Art. 2. L'administrateur du Collège impérial de France est chargé de l'exécution du présent arrêté. »

La révocation de Renan n'interviendra qu'en 1864 sous le ministère de Victor Duruy.

### Le Sénat
Gustave Rouland fut élu, le 30 janvier 1876, sénateur de la Seine-Inférieure par 495 voix sur 868 votants. Il devient vice-président du Sénat et occupera ce poste jusqu'à sa mort.

### La fin

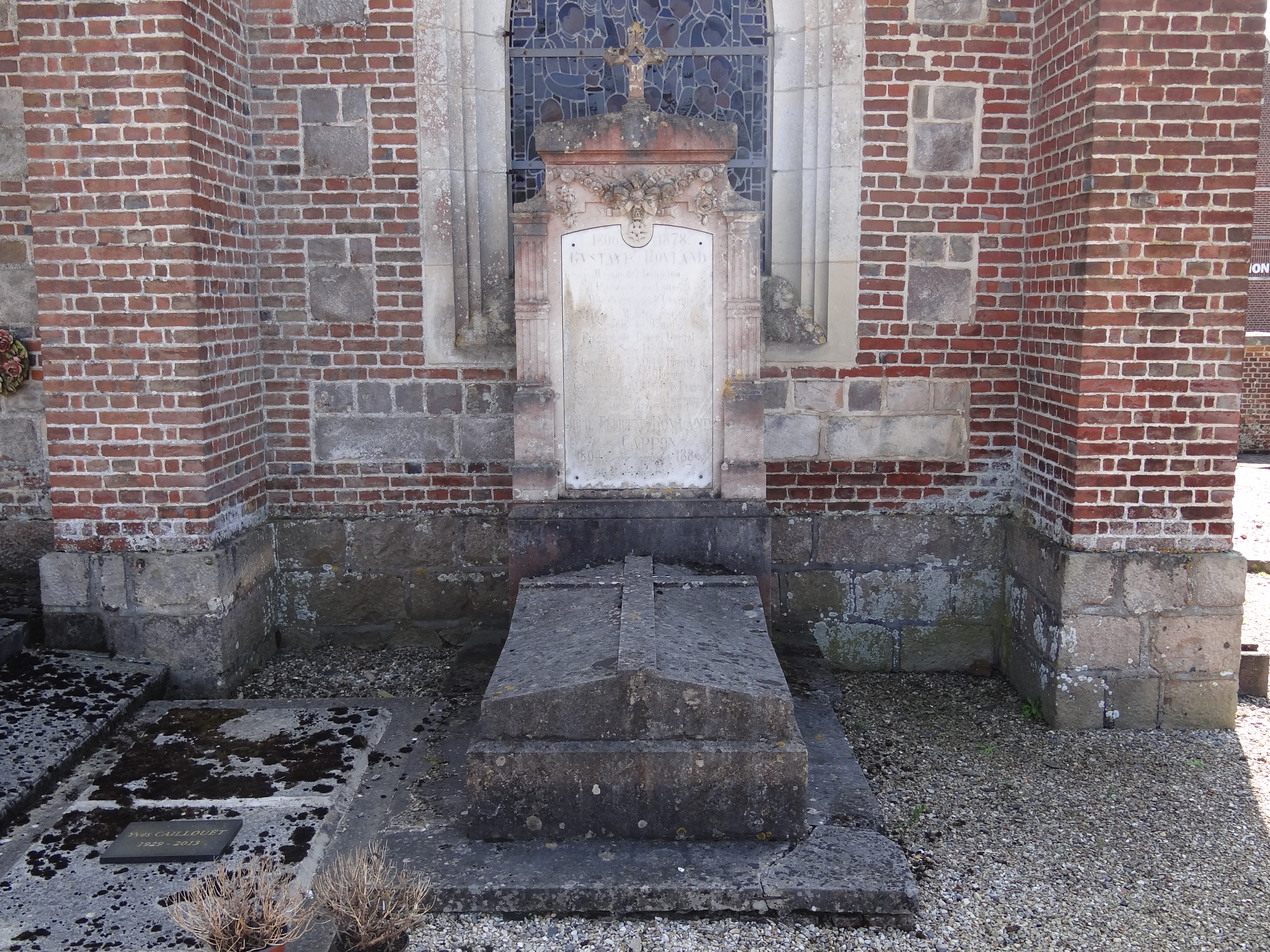
La tombe de Gustave Rouland au cimetière d'Omonville (Seine-Maritime).

Victime d'un accès de goutte, Gustave Rouland meurt le 12 décembre 1878 dans ses bureaux de la Banque de France. Ses obsèques ont lieu deux jours plus tard, en l'église Notre-Dame-des-Victoires. C'est la Banque de France qui organise et prend en charge son enterrement puisqu'il est mort dans l'exercice de ses fonctions. Il est inhumé au cimetière d'Omonville, village voisin de sa propriété de Bertreville-Saint-Ouen.

## Décorations
- Grand-croix de la Légion d'honneur (décret du 14 août 1862)[17]
- Ordre du Lion et du Soleil

## Hommage
Une rue de Dieppe porte son nom.

## Publications
- Gallica: Circulaire aux évêques de France, au sujet de la politique impériale à l'égard du Saint-Siège, 17 février 1860
- Réquisitoires et discours de Gustave Rouland, 2 tomes, Paris, éd. Imprimerie Impériale, 1863.

## Sources
- François Dutacq, Gustave Rouland, ministre de l'Instruction publique, Tulle , Imprimerie Mazeyrie, 1910.
- M.Roustan, L'enseignement secondaire de Fortoul à Duruy; Le ministère Rouland (1856-1863), Revue politique et parlementaire, Paris, novembre 1911
- « Gustave Rouland », dans Adolphe Robert et Gaston Cougny, Dictionnaire des parlementaires français, Edgar Bourloton, 1889-1891 [détail de l’édition]
- Francis Choisel, Le Dictionnaire des Ministres, éd. Perrin, 1990.
- Éric Cavaterra, La Banque de France et la Commune de Paris - 1871, Paris, L'Harmattan, 1998.
- Julien Vinuesa, Le Parquet Général de Rouen sous la monarchie de Juillet 1830-1848, faculté de Rouen, 2004.
- « M. Rouland », Journal de Rouen, no 347,‎ 13 décembre 1878, p. 1-2